# Mòdul regulador de tensió

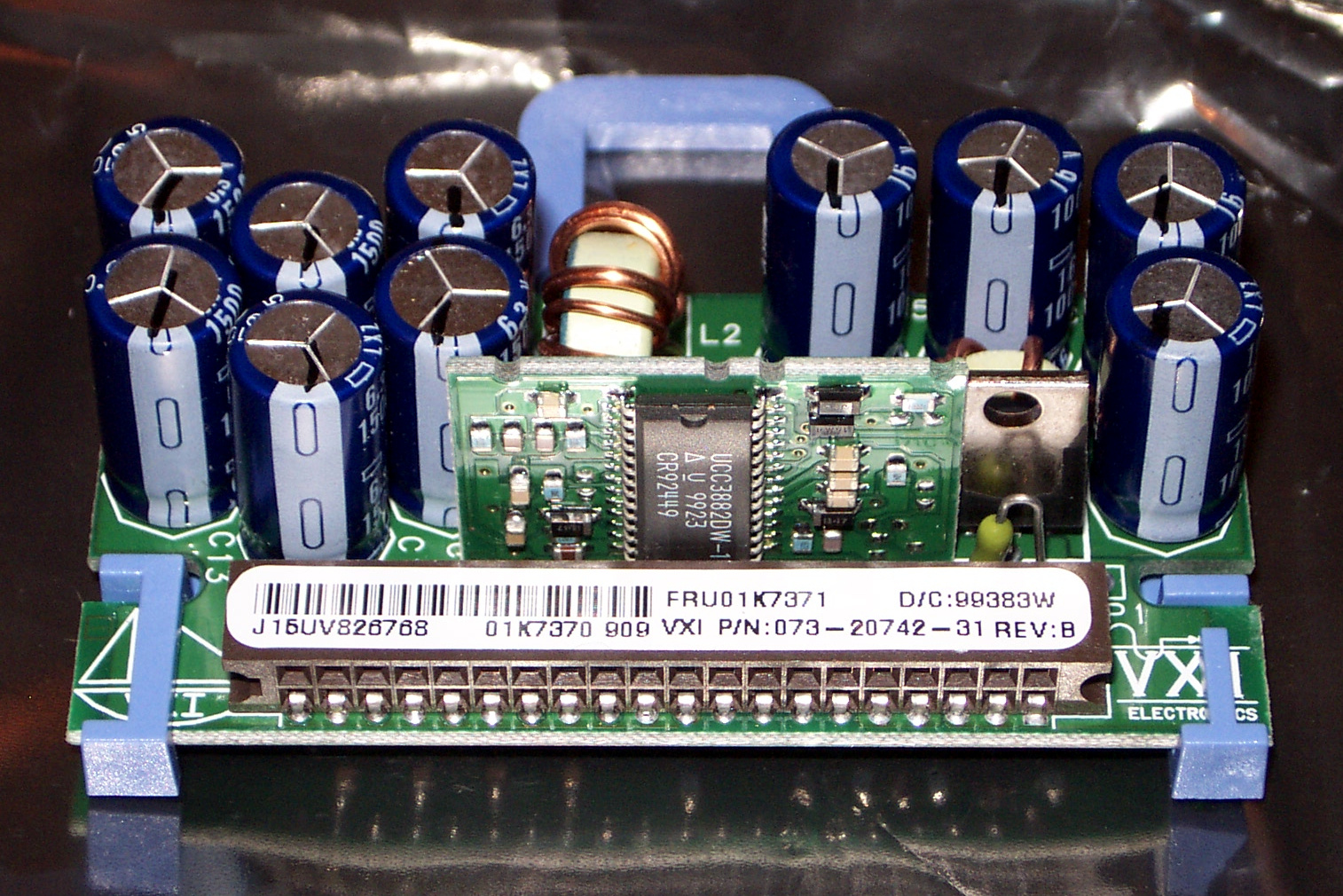
Mòdul regulador de tensió per a un servidor IBM Netfinity 7000 M10 amb un processador Intel Xeon 500 MHz

Un mòdul regulador de tensió (VRM), de vegades anomenat mòdul de potència del processador (PPM), és un convertidor buck que proporciona al microprocessador i al chipset la tensió d'alimentació adequada, convertint +3.3 V, +5 V o +12 V a tensions més baixes requerides pels dispositius., permetent que els dispositius amb diferents tensions de subministrament es muntin a la mateixa placa base. Als sistemes d'ordinadors personals (PC), el VRM normalment està format per dispositius MOSFET de potència.

## Visió general

Haswell va presentar un FIVR

La majoria de les implementacions de mòduls reguladors de tensió estan soldades a la placa base. Alguns processadors, com les CPU Intel Haswell i Ice Lake, presenten alguns components de regulació de voltatge al mateix paquet de CPU, redueixen el disseny VRM de la placa base; aquest disseny aporta certs nivells de simplificació a la regulació de voltatge complexa que inclou nombroses tensions d'alimentació de la CPU i l'alimentació dinàmica de diverses àrees d'una CPU. Un regulador de tensió integrat a l'envàs o a la matriu normalment es coneix com a regulador de tensió totalment integrat (FIVR) o simplement un regulador de tensió integrat (IVR).

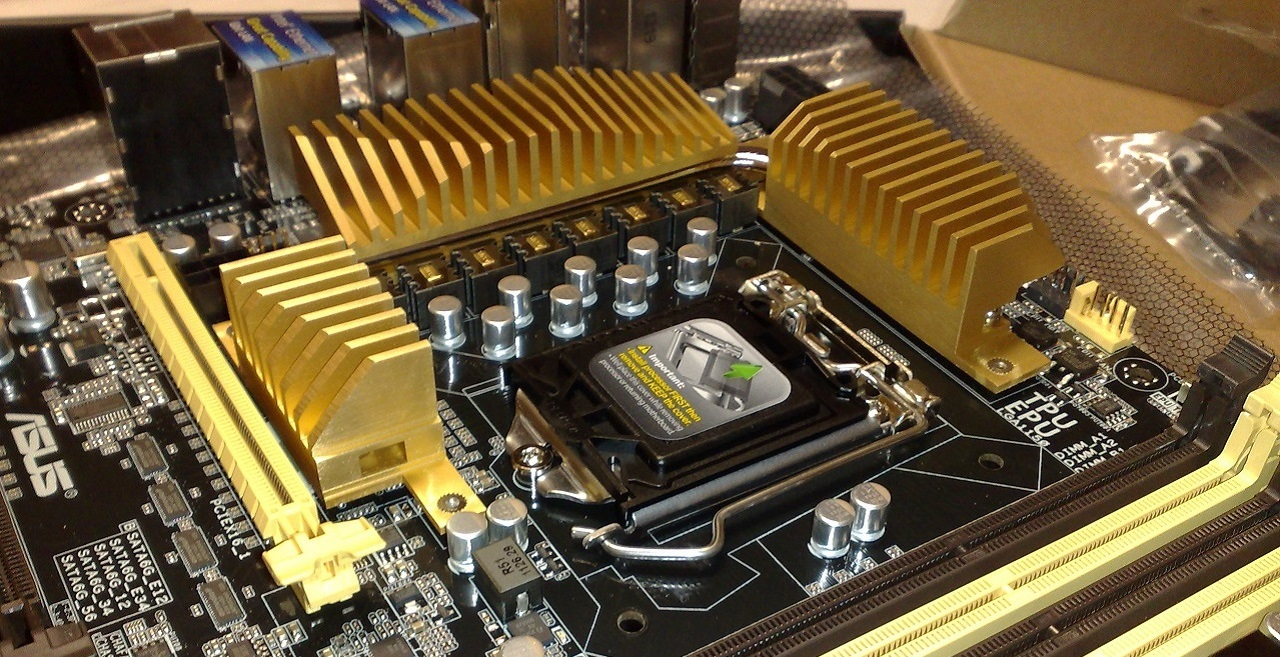
Mòdul regulador de tensió (parts externes al regulador de tensió totalment integrat del processador) a la placa base d'un ordinador, cobert amb dissipadors de calor

La majoria de les CPU modernes requereixen menys d' 1.5 V, ja que els dissenyadors de CPU tendeixen a utilitzar voltatges de nucli de CPU més baixos; Els voltatges més baixos ajuden a reduir la dissipació de potència de la CPU, que sovint s'especifica mitjançant la potència de disseny tèrmic (TDP) que serveix com a valor nominal per dissenyar sistemes de refrigeració de la CPU.
Alguns reguladors de tensió proporcionen una tensió d'alimentació fixa al processador, però la majoria d'ells detecten la tensió d'alimentació necessària del processador, actuant essencialment com un regulador ajustable de variable contínua. En particular, se suposa que els VRM que es solden a la placa base fan la detecció, segons l'especificació d'Intel.
Les targetes de vídeo modernes també utilitzen un VRM a causa de la potència i els requisits actuals més elevats. Aquests VRM poden generar una quantitat significativa de calor i requereixen dissipadors de calor separats de la GPU.